# Clostridium cellulovorans
Clostridium cellulovorans è una specie di batterio appartenente alla famiglia delle Clostridiaceae.